# 芭芮
芭芮（Barei）的本名為芭芭拉‧芮莎巴爾‧岡薩雷斯阿列爾（西班牙語：Bárbara Reyzábal González-Aller，1982年3月29日—），是一位西班牙女歌手及音樂創作人。她代表西班牙參加2016年於瑞典斯德哥爾摩舉辦的2016年歐洲歌唱大賽，參賽曲為《Say Yay!》。